# Kaceřov (okres Plzeň-sever)
Kaceřov (dříve Kacerov) je obec ve východní části okresu Plzeň-sever v Plzeňském kraji. Leží jedenáct kilometrů jihovýchodně od Plas. Žije zde 157 obyvatel.

## Historie
Kaceřov je poprvé písemně připomínán v roce 1376, později jej získal plaský klášter. Na počátku husitských válek v roce 1420 získal Kaceřov spolu s dalšími vesnicemi a městečkem Kralovicemi od krále Zikmund katoličtí páni bratři Hanuš a Bedřich z Kolovrat na Libštejně a Krašově. V roce 1376, kdy jsou doloženy první zmínky o Kaceřově, se jako jeho majitel uvádí Ctibor ze Švamberka. Ten si tu asi mezi léty 1370–1376 postavil tvrz. Kačerov se snažil také získat sekretář české komory Florián Gryspek z Gryspachu a dosáhl toho, že mu byl roku 1539 zastaven na čtyři generace, přičemž práva plaského kláštera byla formálně respektována.
Vzhledem k tomu, že tvrz v Kaceřově byla zpustlá a sešlá, rozhodl se Gryspek pro výstavbu nového zámku a stará tvrz pak sloužila k hospodářským účelům. Stavba zámku trvala téměř dvě desetiletí a prováděli ji zejména a převážně italští zedníci a kameníci. Začalo se s ní kolem roku 1540. Zámek byl sice částečně dokončen v roce 1548, ale pak jeho výstavba pokračovala dále v letech 1559–1562. Po bitvě na Bíle hoře se konfiskovaný zámek dostal spolu s kaceřovským panstvím do rukou cisterciáckého kláštera v Plasích.
Na začátku roku 1924 byla ves přejmenována na Kaceřov.

## Přírodní poměry
Kaceřov leží na západní hranici přírodního parku Horní Berounka, jihovýchodně od vsi se do Berounky vlévá potok Třemošná, poblíž soutoku je na levém břehu Rybárna, na pravém rokycanském pak Kaceřovský Mlýn. Na severu sousedí Kaceřov s Čivicemi, na východě přes řeku s Olešnou, na jihu s Planou a na severozápadě s Dobříčí.

## Obyvatelstvo
| Rok            | 1869 | 1880 | 1890 | 1900 | 1910 | 1921 | 1930 | 1950 | 1961 | 1970 | 1980 | 1991 | 2001 | 2011 | 2021 |
| -------------- | ---- | ---- | ---- | ---- | ---- | ---- | ---- | ---- | ---- | ---- | ---- | ---- | ---- | ---- | ---- |
| Počet obyvatel | 213  | 219  | 178  | 184  | 187  | 211  | 209  | 172  | 153  | 130  | 134  | 112  | 115  | 119  | 151  |
| Počet domů     | 30   | 29   | 30   | 29   | 30   | 34   | 41   | 42   | 38   | 36   | 36   | 43   | 45   | 49   | 57   |

## Obecní správa
V roce 1869 Kaceřov byl osadou obce Čivice v okrese Kralovice. Mezi lety 1880–1985 byl obcí v okrese Kralovice (1880–1930), poté v okrese Plasy (1950) a později v okrese Plzeň-sever. Od 1. ledna 1986 do 23. listopadu 1990 patřil jako část obce k Dobříči a od 24. listopadu 1990 je opět samostatnou obcí.

### Obecní symboly
Znak a vlajka byly obci uděleny rozhodnutím předsedy Poslanecké sněmovny Parlamentu České republiky dne 15. prosince 1998.
Obecní znak tvoří zlato-červeně polcený štít, vpravo tři šikmá modrá břevna, vlevo zlatá vykořeněná lípa. List vlajky má žlutá žerďovou část se třemi modrými šikmými pruhy širokými jednu šestinu šířky listu a červená vlající část se žlutou vykořeněnou lípou. Poměr šířky k délce listu je 2:3.

### Členství ve sdruženích
Kaceřov je členem ve svazku obcí Mikroregion Dolní Střela, který vznikl v roce 1999 za účelem propagace celého regionu a zlepšení nabídky turistických služeb.

## Pamětihodnosti
- Kaceřovský zámek je jeden z prvních a zároveň i nejzajímavějších renesančních zámků v Čechách a patří svými mimořádnými uměleckými hodnotami k nejvýznamnějším památkám renesanční architektury v Čechách. Zámek stojí na okraji vsi na náhorní planině prudce se svažující k řece Mži. Je to impozantní čtyřkřídlá dvoupatrová budova kolem obdélníkového dvora s nárožními rizality na východní straně, což jsou části budovy, které vystupují po celé výšce před ostatní průčelí, tak rozšiřující půdorys a přechází v křídlo.
- roubená stodola u čp. 7
- špýchar u čp. 15
- kaplička z roku 1883

## Turistika
V obci začíná naučná stezka Kaňonem horní Berounky. Stezka seznamuje s historií a zajímavostmi kraje na území přírodního parku Horní Berounka mezi Kaceřovem a Robčicemi. Naučná stezka byla realizována v letech 2013–2014.

## Osobnosti
- Tadeáš Mayer (1812–1856) – malíř, portrétista a litograf

## Galerie

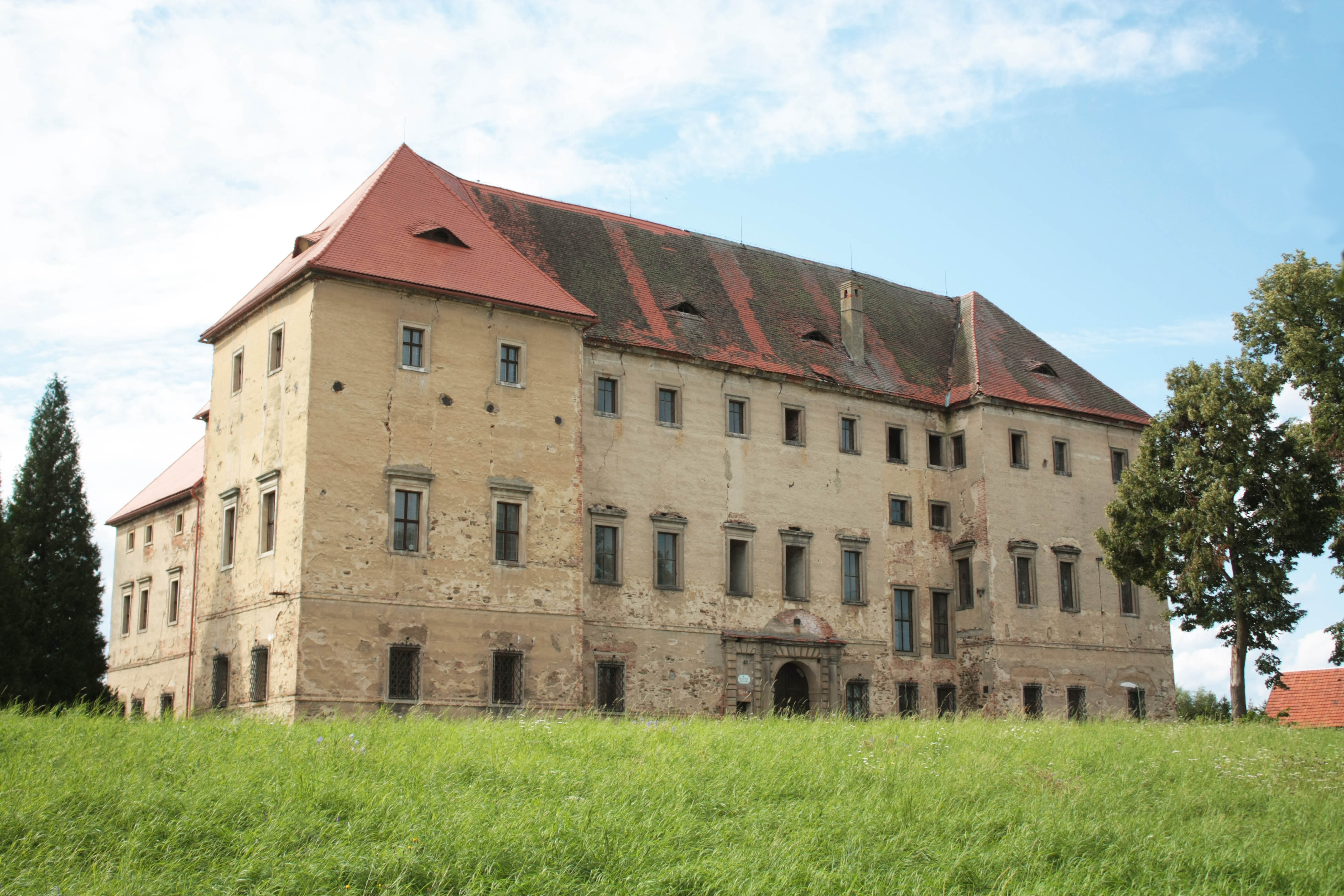
Kaceřovský zámek, stav 2021
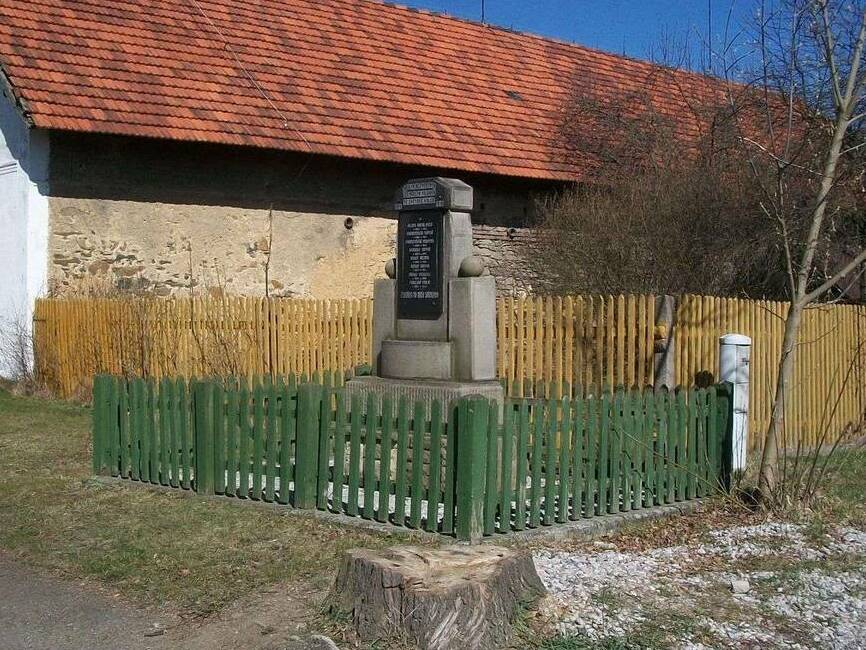
Pomník padlým
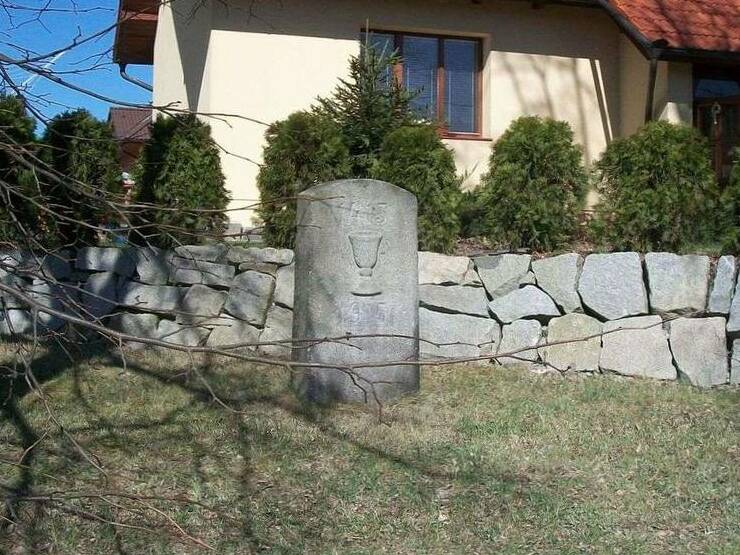
Husitský památník